# Калачёвское сельское поселение (Волгоградская область)
Калачёвское се́льское поселе́ние — муниципальное образование в составе Киквидзенского района Волгоградской области.
Административный центр — хутор Калачёвский.

## История
Калачёвское сельское поселение образовано 10 декабря 2004 года в соответствии с Законом Волгоградской области № 967-ОД.

## Население
| 2010 | 2012 | 2013 | 2014 | 2015 | 2016 | 2017 |
| ---- | ---- | ---- | ---- | ---- | ---- | ---- |
| 799  | ↘769 | ↘761 | ↘752 | ↘733 | ↘718 | ↘700 |
| 2018 | 2019 | 2020 | 2021 |      |      |      |
| ↘698 | ↘687 | ↘674 | ↘663 |      |      |      |

## Состав сельского поселения
| № | Населённый пункт | Тип населённого пункта        | Население |
| - | ---------------- | ----------------------------- | --------- |
| 1 | Дальнестепной    | хутор                         | 14        |
| 2 | Журавка          | хутор                         | ↘0        |
| 3 | Калачёвский      | хутор, административный центр | 675       |
| 4 | Кузькин          | село                          | 110       |